# Deltochilum orbiculare
Deltochilum orbiculare là một loài bọ cánh cứng trong họ Bọ hung (Scarabaeidae).